# Rosie Casals
Rosie Casals, właśc. Rosemary Casals (ur. 16 września 1948 w San Francisco) – amerykańska tenisistka.

## Kariera tenisowa
W latach 1966–1977 plasowała się w czołowej dziesiątce rankingu światowego, w 1970 była nr 3. Znana jest jednak przede wszystkim z osiągnięć w grze podwójnej.
Zwyciężczyni pięciu edycji debla na Wimbledonie (1967, 1968, 1970, 1971, 1973), w parze z Billie Jean King; przegrywała finały w 1970 i 1972. Wygrywała także deblowe US Open – 1967, 1971, 1974 i 1982; finały przegrywała aż sześciokrotnie: 1966, 1968, 1970, 1973, 1975, 1981.
Była także w finałach debla na Australian Open (1969) i French Open (1968, 1970, 1982).
Sukcesy w grze mieszanej: wygrana na Wimbledonie 1970 i 1972 (z Ilie Năstase), finał Wimbledonu 1976, wygrana US Open 1975, finały US Open 1967 i 1972.
We wszystkich imprezach wielkoszlemowych w grze pojedynczej dochodziła co najmniej do ćwierćfinału; 1967 półfinalistka Australian Open, 1969 i 1970 ćwierćfinalistka French Open; w półfinale Wimbledonu czterokrotnie – 1967, 1969, 1970, 1972. Na US Open 1970 i 1971 była w finale, a w 1969 w półfinale.
Wygrała łącznie 14 turniejów w grze pojedynczej oraz 110 w deblu; ostatni tytuł zdobyła w Oakland w 1988, w parze z Martiną Navratilovą, stając się jedną z najstarszych triumfatorek turniejów WTA. W 56 wygranych turniejach partnerką Casals była Billie Jean King.
Reprezentowała USA w Fed Cup i Pucharze Wightmana; była jedną z ulubionych modelek tenisowego projektanta mody, Teda Tinlinga.
W 1996 przyjęta do Międzynarodowa Tenisowa Galerii Sławy.

## Historia występów wielkoszlemowych
Legenda
     W, wygrany turniej
     F, przegrana w finale
     SF, przegrana w półfinale
     QF, przegrana w ćwierćfinale
     xR, przegrana w x rundzie
      A, brak startu
     NH, turniej się nie odbył
Turniej Australian Open odbył się dwukrotnie w 1977 roku (styczeń i grudzień), za to nie został rozegrany w 1986.
     Początek Ery Open

### Występy w grze pojedynczej
| Australian Open        | A    | A    | A  | SF | QF |    | QF | A  | A  | A  | A  | A  | A  | A  | A  | A  | A  | A  | 1R | 1R | A  | A  | A   | A   | NH | A | A   | 0 / 5 (0 / 3)   | 9 – 5 (2 – 3)      |  |  |  |  |  |  |  |  |
| French Open            | A    | A    | A  | 4R |    | 4R | QF | QF | A  | 3R | A  | A  | A  | A  | A  | A  | A  | 1R | A  | 2R | A  | A  | A   | A   | A  | A | A   | 0 / 7 (0 / 6)   | 11 – 7 (8 – 6)     |  |  |  |  |  |  |  |  |
| Wimbledon              | A    | A    | 4R | SF |    | 4R | SF | SF | 2R | SF | QF | 4R | 4R | QF | QF | QF | A  | 3R | 2R | 1R | 2R | 3R | 1R  | A   | A  | A | A   | 0 / 18 (0 / 16) | 47 – 18 (41 – 16)  |  |  |  |  |  |  |  |  |
| US Open                | 3R   | 1R   | SF | 4R |    | 3R | SF | F  | F  | QF | QF | QF | 1R | QF | 4R | 4R | A  | 1R | 1R | 4R | 2R | 3R | 2R  | 2R  | A  | A | A   | 0 / 21 (0 / 17) | 47 – 21 (39 – 17)  |  |  |  |  |  |  |  |  |
|                        |      |      |    |    |    |    |    |    |    |    |    |    |    |    |    |    |    |    |    |    |    |    |     |     |    |   |     |                 |                    |  |  |  |  |  |  |  |  |
| Ranking na koniec roku | Brak | Brak | 9  | 7  | 10 | 10 | 6  | 3  | 4  | 7  | 5  | 6  | 12 | 6  | 6  | 6  | 11 | 28 | 59 | 55 | 98 | 55 | 172 | 183 | –  | – | 560 | 0 / 51 (0 / 42) | 114 – 51 (90 – 42) |  |  |  |  |  |  |  |  |

### Występy w grze podwójnej
| Australian Open        | A                           | A                           | A                           | QF                          | SF                          |                             | F                           | A                           | A                           | A                           | A                           | A                           | A                           | A                           | A                           | A                           | A                           | A                           | SF                          | SF                          | QF                          | A                           | A  | A   | NH  | A   | A  | A  | A   | A | 0 / 6 (0 / 4)   | 11 – 6 (9 – 4)      |  |  |  |  |  |
| French Open            | A                           | A                           | A                           | QF                          |                             | F                           | QF                          | F                           | A                           | 2R                          | A                           | A                           | A                           | A                           | A                           | A                           | A                           | QF                          | A                           | 2R                          | F                           | QF                          | A  | A   | A   | A   | 2R | A  | A   | A | 0 / 10 (0 / 9)  | 20 – 10 (19 – 9)    |  |  |  |  |  |
| Wimbledon              | A                           | A                           | QF                          | W                           |                             | W                           | 3R                          | W                           | W                           | SF                          | W                           | QF                          | SF                          | QF                          | 2R                          | 2R                          | A                           | QF                          | F                           | 2R                          | SF                          | F                           | A  | 1R  | A   | A   | 1R | 2R | A   | A | 5 / 20 (4 / 18) | 57 – 15 (49 – 14)   |  |  |  |  |  |
| US Open                | QF                          | A                           | F                           | W                           |                             | F                           | SF                          | F                           | W                           | SF                          | F                           | W                           | F                           | QF                          | 1R                          | 1R                          | A                           | SF                          | QF                          | F                           | W                           | QF                          | 3R | 2R  | 2R  | A   | 1R | 2R | A   | A | 4 / 23 (3 / 20) | 68 – 19 (57 – 17)   |  |  |  |  |  |
|                        |                             |                             |                             |                             |                             |                             |                             |                             |                             |                             |                             |                             |                             |                             |                             |                             |                             |                             |                             |                             |                             |                             |    |     |     |     |    |    |     |   |                 |                     |  |  |  |  |  |
| Ranking na koniec roku | Ranking nie był publikowany | Ranking nie był publikowany | Ranking nie był publikowany | Ranking nie był publikowany | Ranking nie był publikowany | Ranking nie był publikowany | Ranking nie był publikowany | Ranking nie był publikowany | Ranking nie był publikowany | Ranking nie był publikowany | Ranking nie był publikowany | Ranking nie był publikowany | Ranking nie był publikowany | Ranking nie był publikowany | Ranking nie był publikowany | Ranking nie był publikowany | Ranking nie był publikowany | Ranking nie był publikowany | Ranking nie był publikowany | Ranking nie był publikowany | Ranking nie był publikowany | Ranking nie był publikowany | 39 | 121 | 251 | 282 | 48 | 93 | 138 | – | 9 / 59 (7 / 51) | 156 – 50 (134 – 44) |  |  |  |  |  |

### Występy w grze mieszanej
| Australian Open | A  | A  | A  | QF | QF |    | SF | Turniej nie był rozgrywany | Turniej nie był rozgrywany | Turniej nie był rozgrywany | Turniej nie był rozgrywany | Turniej nie był rozgrywany | Turniej nie był rozgrywany | Turniej nie był rozgrywany | Turniej nie był rozgrywany | Turniej nie był rozgrywany | Turniej nie był rozgrywany | Turniej nie był rozgrywany | Turniej nie był rozgrywany | Turniej nie był rozgrywany | Turniej nie był rozgrywany | Turniej nie był rozgrywany | Turniej nie był rozgrywany | Turniej nie był rozgrywany | A | A  | A  | A | A | 0 / 3 (0 / 1)   | 3 – 3 (1 – 1)     |  |  |  |  |
| French Open     | A  | A  | A  | 2R |    | SF | 3R | SF                         | A                          | SF                         | A                          | A                          | A                          | A                          | A                          | A                          | A                          | A                          | A                          | A                          | A                          | A                          | A                          | A                          | A | 1R | A  | A | A | 0 / 6 (0 / 5)   | 10 – 6 (9 – 5)    |  |  |  |  |
| Wimbledon       | A  | A  | 3R | QF |    | QF | QF | W                          | SF                         | W                          | QF                         | A                          | QF                         | F                          | 2R                         | A                          | 3R                         | QF                         | 2R                         | 2R                         | 1R                         | 1R                         | 2R                         | A                          | A | 1R | 1R | A | A | 2 / 20 (2 / 18) | 40 – 15 (36 – 13) |  |  |  |  |
| US Open         | 2R | 2R | 1R | F  |    | A  | QF | QF                         | SF                         | F                          | SF                         | A                          | W                          | SF                         | QF                         | A                          | A                          | 1R                         | A                          | 1R                         | 1R                         | 2R                         | 1R                         | 2R                         | A | A  | A  | A | A | 1 / 18 (1 / 14) | 28 – 16 (23 – 12) |  |  |  |  |
|                 |    |    |    |    |    |    |    |                            |                            |                            |                            |                            |                            |                            |                            |                            |                            |                            |                            |                            |                            |                            |                            |                            |   |    |    |   |   |                 |                   |  |  |  |  |
|                 |    |    |    |    |    |    |    |                            |                            |                            |                            |                            |                            |                            |                            |                            |                            |                            |                            |                            |                            |                            |                            |                            |   |    |    |   |   | 3 / 47 (3 / 38) | 81 – 40 (69 – 31) |  |  |  |  |

## Finały turniejów WTA
| Legenda                     | Legenda |
| --------------------------- | ------- |
| Wielki Szlem                |         |
| Igrzyska olimpijskie        |         |
| WTA Tour Championships      |         |
| WTA Doubles Championships   |         |
| Toyota Series Championships |         |
| 1971 – 1987                 |         |
| Virginia Slims Circuit      |         |
| Grand Prix Series           |         |
| Colgate Series              |         |
| 1988 – 2008                 |         |
| Kategoria I                 |         |
| Kategoria II                |         |
| Kategoria III               |         |
| Kategoria IV                |         |
| Kategoria V                 |         |

### Gra pojedyncza 61 (15–46)

#### Przed Erą Open 15 (2–13)
| Końcowy wynik | Nr  | Data                | Turniej        | Nawierzchnia    | Przeciwniczka       | Wynik finału  |
| ------------- | --- | ------------------- | -------------- | --------------- | ------------------- | ------------- |
| Zwyciężczyni  | 1.  | 1965                | Sacramento     | brak danych     | brak danych         | brak danych   |
| Finalistka    | 1.  | 22 maja 1965        | Portola Valley | Twada           | Billie Jean Moffitt | 2:6, 6:8      |
| Finalistka    | 2.  | 3 października 1965 | Berkeley       | Twada           | Judy Tegart         | 4:6, 6:3, 5:7 |
| Finalistka    | 3.  | 27 kwietnia 1966    | Ojai Valley    | Twada           | Billie Jean King    | 2:6, 4:6      |
| Finalistka    | 4.  | 31 lipca 1966       | South Orange   | Trawiasta       | Donna Floyd Fales   | 7:5, 3:6, 0:6 |
| Finalistka    | 5.  | 2 października 1966 | Berkeley       | Trawiasta       | Maria Bueno         | 4:6, 6:2, 1:6 |
| Finalistka    | 6.  | 8 stycznia 1967     | Perth          | Trawiasta       | Françoise Durr      | 6:4, 5:7, 3:6 |
| Zwyciężczyni  | 2.  | 6 lutego 1967       | Auckland       | Trawiasta       | Françoise Durr      | 6:2, 7:5      |
| Finalistka    | 7.  | 7 maja 1967         | Portola Valley | Trawiasta       | Billie Jean King    | 1:6, 3:6      |
| Finalistka    | 8.  | 23 lipca 1967       | Båstad         | Ceglana         | Françoise Durr      | 5:7, 6:2, 2:6 |
| Finalistka    | 9.  | 24 września 1967    | Los Angeles    | Twarda          | Billie Jean King    | 0:6, 4:6      |
| Finalistka    | 10. | 5 listopada 1967    | Buenos Aires   | Ceglana         | Billie Jean King    | 3:6, 6:3, 2:6 |
| Finalistka    | 11. | 25 lutego 1968      | Winchester     | Dywanowa (hala) | Billie Jean King    | 3:6, 7:9      |
| Finalistka    | 12. | 3 marca 1968        | Brookville     | Dywanowa (hala) | Billie Jean King    | 20:31         |
| Finalistka    | 13. | 20 kwietnia 1968    | Cannes         | Ceglana         | Billie Jean King    | 6:10          |

#### W Erze Open 46 (13–33)
| Końcowy wynik | Nr  | Data                 | Turniej               | Nawierzchnia    | Przeciwniczka          | Wynik finału        |
| ------------- | --- | -------------------- | --------------------- | --------------- | ---------------------- | ------------------- |
| Finalistka    | 1.  | 11 sierpnia 1968     | Binghamton            |                 | Billie Jean King       | 8:10, 4:6           |
| Zwyciężczyni  | 1.  | 20 września 1968     | Los Angeles           | Twarda          | Maria Bueno            | 6:4, 6:1            |
| Finalistka    | 2.  | 19 stycznia 1969     | Sydney                | Trawiasta       | Margaret Court         | 1:6, 2:6            |
| Finalistka    | 3.  | 28 lipca 1969        | Gstaad                | Ceglana         | Françoise Durr         | 4:6, 6:4, 2:6       |
| Finalistka    | 4.  | 11 sierpnia 1969     | St. Louis             | Dywanowa (hala) | Billie Jean King       | 4:6 2:6             |
| Finalistka    | 5.  | 14 września 1969     | Incline Village       |                 | Billie Jean King       | 0:6 4:6             |
| Finalistka    | 6.  | 10 października 1969 | Midland               |                 | Billie Jean King       | 3:6 3:6             |
| Zwyciężczyni  | 2.  | 19 października 1969 | Walla Walla           |                 | Billie Jean King       | 8:6                 |
| Finalistka    | 7.  | 11 kwietnia 1970     | Kapsztad              | Twarda          | Billie Jean King       | 1:6, 0:6            |
| Zwyciężczyni  | 3.  | 19 lipca 1970        | Gstaad                | Ceglana         | Françoise Durr         | 6:2, 5:7, 6:2       |
| Zwyciężczyni  | 4.  | 25 lipca 1970        | Cincinnati            | Ceglana         | Nancy Richey           | 6:3, 6:3            |
| Finalistka    | 8.  | 16 sierpnia 1970     | Toronto               | Twarda          | Margaret Court         | 8:6, 4:6, 4:6       |
| Finalistka    | 9.  | 12 września 1970     | US Open               | Twarda          | Margaret Court         | 2:6, 6:2, 1:6       |
| Zwyciężczyni  | 5.  | 26 września 1970     | Houston               | Dywanowa (hala) | Judy Tegart Dalton     | 5:7, 6:1, 7:5       |
| Finalistka    | 10. | 4 października 1970  | Berkeley              | Trawiasta       | Nancy Richey           | 6:7, 4:6            |
| Finalistka    | 11. | 12 stycznia 1971     | San Francisco         | Dywanowa (hala) | Billie Jean King       | 3:6, 4:6            |
| Finalistka    | 12. | 20 stycznia 1971     | Long Beach            | Twarda (hala)   | Billie Jean King       | 3:6, 4:6            |
| Finalistka    | 13. | 24 stycznia 1971     | Milwaukee             | Twarda (hala)   | Billie Jean King       | 3:6, 2:6            |
| Finalistka    | 14. | 31 stycznia 1971     | Oklahoma              | Twarda (hala)   | Billie Jean King       | 6:1, 6:7, 4:6       |
| Zwyciężczyni  | 6.  | 15 lutego 1971       | Filadelfia            | Twarda          | Françoise Durr         | 6:3, 3:6, 6:2       |
| Finalistka    | 15. | 1 marca 1971         | Winchester            | Dywanowa (hala) | Billie Jean King       | 6:4, 2:6, 3:6       |
| Finalistka    | 16. | 24 marca 1971        | Detroit               | Dywanowa (hala) | Billie Jean King       | 6:3, 1:6, 2:6       |
| Zwyciężczyni  | 7.  | 30 marca 1971        | Nowy Jork             | Dywanowa (hala) | Billie Jean King       | 6:4, 6:4            |
| Finalistka    | 17. | 28 kwietnia 1971     | San Diego             | Twarda          | Billie Jean King       | 6:3, 5:7, 1:6       |
| Finalistka    | 18. | 18 lipca 1971        | Hoylake               | Trawiasta       | Billie Jean King       | 3:6, 3:6            |
| Finalistka    | 19. | 2 sierpnia 1971      | Wenecja               | Ceglana         | Helga Niessen Masthoff | 6:3, 4:6, 3:6       |
| Finalistka    | 20. | 11 września 1971     | US Open               | Twarda          | Billie Jean King       | 4:6, 6:7(2)         |
| Finalistka    | 21. | 19 września 1971     | Louisville            | Ceglana         | Billie Jean King       | 1:6, 6:4, 3:6       |
| Finalistka    | 22. | 26 września 1971     | Los Angeles           | Twarda          | Billie Jean King       | 6:6 niedokończony   |
| Finalistka    | 23. | 3 października 1971  | Phoenix               | Twarda          | Billie Jean King       | 5:7, 1:6            |
| Zwyciężczyni  | 8.  | 23 stycznia 1972     | Long Beach            | Twarda (hala)   | Françoise Durr         | 6:2, 6:7(4), 6:3    |
| Zwyciężczyni  | 9.  | 20 lutego 1972       | Oklahoma City         | Dywanowa (hala) | Valerie Ziegenfuss     | 6:4, 6:1            |
| Finalistka    | 24. | 6 marca 1972         | Birmingham (Michigan) | Dywanowa (hala) | Kerry Melville         | 3:6, 7:6(3), 4:6    |
| Zwyciężczyni  | 10. | 6 sierpnia 1972      | Columbus              | Ceglana         | Françoise Durr         | 6:7(2), 7:6(0), 6:0 |
| Finalistka    | 25. | 13 grudnia 1972      | Nowy Jork             | Dywanowa (hala) | Virginia Wade          | 3:6, 3:6            |
| Finalistka    | 26. | 25 lutego 1973       | Indianapolis          | Dywanowa (hala) | Billie Jean King       | 7:5, 2:6, 4:6       |
| Zwyciężczyni  | 11. | 6 kwietnia 1973      | Hilton Head           | Ceglana         | Nancy Richey-Gunter    | 3:6, 6:1, 7:5       |
| Finalistka    | 27. | 22 kwietnia 1973     | Jacksonville          | Ceglana         | Margaret Court         | 7:5, 3:6, 1:6       |
| Zwyciężczyni  | 12. | 16 września 1973     | St. Louis             | Dywanowa (hala) | Karen Krantzcke        | 6:4, 6:7, 6:0       |
| Finalistka    | 28. | 23 września 1973     | Houston               | Dywanowa (hala) | Françoise Durr         | 4:6, 6:1, 4:6       |
| Zwyciężczyni  | 13. | 29 listopada 1973    | Baltimore             | Dywanowa (hala) | Billie Jean King       | 3:6, 7:6(3), 6:4    |
| Finalistka    | 29. | 24 lutego 1974       | Detroit               | Dywanowa (hala) | Billie Jean King       | 1:6, 1:6            |
| Finalistka    | 30. | 3 marca 1974         | Chicago               | Dywanowa (hala) | Virginia Wade          | 6:2, 4:6, 4:6       |
| Finalistka    | 31. | 30 listopada 1974    | Tokio                 | Dywanowa (hala) | Chris Evert            | 0:6, 2:6            |
| Finalistka    | 32. | 23 lutego 1976       | Detroit               | Dywanowa (hala) | Chris Evert            | 4:6, 2:6            |
| Finalistka    | 33. | 29 stycznia 1978     | Los Angeles           | Dywanowa (hala) | Martina Navrátilová    | 3:6, 2:6            |

### Gra podwójna 199 (127–72)

#### Przed Erą Open 21 (17–4)
| Końcowy wynik | Nr  | Data                | Turniej        | Nawierzchnia    | Partnerka           | Przeciwniczki                  | Wynik finału    |
| ------------- | --- | ------------------- | -------------- | --------------- | ------------------- | ------------------------------ | --------------- |
| Zwyciężczyni  | 1.  | 5 października 1964 | Los Angeles    | Twarda          | Margaret Fredericks | Kathy Blake Kathleen Harter    | 6:3, 3:6, 7:5   |
| Zwyciężczyni  | 1.  | 22 maja 1965        | Portola Valley | Trawiasta       | Cecilia Martinez    | Kathleen Harter Sue Shrader    | 6:4, 1:6, 6:4   |
| Finalistka    | 1.  | 3 października 1965 | Berkeley       | Trawiasta       | Cecilia Martinez    | Carole Caldwell Judy Tegart    | 1:6, 2:6        |
| Zwyciężczyni  | 3.  | 21 lutego 1966      | Chestnut Hill  | Dywanowa (hala) | Billie Jean King    | Justina Bricka Carol Hanks     | 3:6, 6:4, 6:2   |
| Zwyciężczyni  | 4.  | 27 kwietnia 1966    | Ojai Valley    | Twada           | Billie Jean King    | Lynn Abbes Carole Loop         | 6:3, 6:1        |
| Zwyciężczyni  | 5.  | 22 maja 1966        | La Jolla       | Twarda          | Billie Jean King    | Dorothy Bundy Nancy Richey     | 6:2, 6:4        |
| Zwyciężczyni  | 6.  | 30 maja 1966        | Tulsa          | Ceglana         | Billie Jean King    | Justina Bricka Carol Hanks     | 4:6, 6:3, 8:6   |
| Zwyciężczyni  | 7.  | 31 lipca 1966       | South Orange   | Trawiasta       | Billie Jean King    | Winnie Shaw Virginia Wade      | 15:13, 7:9, 7:5 |
| Finalistka    | 2.  | 12 września 1966    | US Open        | Trawiasta       | Billie Jean King    | Maria Bueno Nancy Richey       | 3:6, 4:6        |
| Zwyciężczyni  | 8.  | 2 października 1966 | Berkeley       | Trawiasta       | Judy Tegart         | Winnie Shaw Virginia Wade      | 6:1, 6:4        |
| Finalistka    | 3.  | 14 grudnia 1966     | Adelaide       | Trawiasta       | Nancy Richey        | Judy Tegart Lesley Turner      | 5:7, 4:6        |
| Finalistka    | 4.  | 8 stycznia 1967     | Perth          | Trawiasta       | Nancy Richey        | Gail Chanfreau Françoise Durr  | 6:4, 4:6, 4:6   |
| Zwyciężczyni  | 9.  | 6 lutego 1967       | Auckland       | Trawiasta       | Françoise Durr      | Kerry Melville Gail Sherriff   | 6:4, 10:8       |
| Zwyciężczyni  | 10. | 8 maja 1967         | Rzym           | Ceglana         | Lesley Turner       | Sylvana Lazzarino Lea Pericoli | 7:5, 7:5        |
| Zwyciężczyni  | 11. | 4 lipca 1967        | Wimbledon      | Trawiasta       | Billie Jean King    | Maria Bueno Nancy Richey       | 9:11, 6:4, 6:2  |
| Zwyciężczyni  | 12. | 4 sierpnia 1967     | South Orange   | Trawiasta       | Billie Jean King    | Mary-Ann Eisel Donna Floyd     | 6:3, 13:15, 6:4 |
| Zwyciężczyni  | 13. | 12 września 1967    | US Open        | Trawiasta       | Billie Jean King    | Mary Ann Eisel Donna Floyd     | 4:6, 6:3, 6:4   |
| Zwyciężczyni  | 14. | 1 października 1967 | Berkeley       | Trawiasta       | Billie Jean King    | Françoise Durr Judy Tegart     | 6:1, 6:4        |
| Zwyciężczyni  | 15. | 7 stycznia 1968     | Perth          | Trawiasta       | Billie Jean King    | Gail Chanfreau Margaret Court  | 8:6, 4:6, 6:2   |
| Zwyciężczyni  | 16. | 19 lutego 1968      | Salem          | Dywanowa (hala) | Billie Jean King    | Mary-Ann Eisel Kathleen Harter | 16:14, 6:3      |
| Zwyciężczyni  | 17. | 26 lutego 1968      | Winchester     | Dywanowa (hala) | Billie Jean King    | Mary-Ann Eisel Kathleen Harter | 6:2, 6:2        |

#### W Erze Open 178 (110–68)
| Końcowy wynik | Nr   | Data                 | Turniej               | Nawierzchnia    | Partnerka               | Przeciwniczki                         | Wynik finału                                     |
| ------------- | ---- | -------------------- | --------------------- | --------------- | ----------------------- | ------------------------------------- | ------------------------------------------------ |
| Finalistka    | 1.   | 5 czerwca 1968       | French Open           | Ceglana         | Billie Jean King        | Françoise Durr Ann Haydon-Jones       | 5:7, 6:4, 4:6                                    |
| Zwyciężczyni  | 1.   | 4 lipca 1968         | Wimbledon             | Trawiasta       | Billie Jean King        | Françoise Durr Ann Haydon-Jones       | 3:6, 6:4, 7:5                                    |
| Zwyciężczyni  | 2.   | 14 lipca 1968        | Dublin                | Trawiasta       | Ann Haydon-Jones        | Margaret Court Patti Hogan            | 6:3, 7:5                                         |
| Finalistka    | 2.   | 12 września 1968     | US Open               | Trawiasta       | Billie Jean King        | Maria Bueno Margaret Court            | 6:4, 7:9, 6:8                                    |
| Finalistka    | 3.   | 19 stycznia 1969     | Sydney                | Trawiasta       | Billie Jean King        | Margaret Court Judy Tegart            | 13:15, 6:4, 3:6                                  |
| Finalistka    | 4.   | 27 stycznia 1969     | Australian Open       | Trawiasta       | Billie Jean King        | Margaret Court Judy Tegart            | 4:6, 4:6                                         |
| Zwyciężczyni  | 3.   | 20 kwietnia 1969     | Durban                | Twarda          | Billie Jean King        | Annette Du Plooy Pat Walkden          | 6:3, 1:6, 6:2                                    |
| Finalistka    | 5.   | 27 kwietnia 1969     | Rzym                  | Ceglana         | Billie Jean King        | Françoise Durr Ann Haydon-Jones       | 3:6, 6:3, 2:6                                    |
| Finalistka    | 6.   | 15 czerwca 1969      | Bristol               | Trawiasta       | Billie Jean King        | Margaret Court Judy Tegart            | 4:6, 2:6                                         |
| Finalistka    | 7.   | 13 lipca 1969        | Dublin                | Trawiasta       | Billie Jean King        | Karen Krantzcke Kerry Melville        | 7:5, 2:6, 4:6                                    |
| Zwyciężczyni  | 4.   | 28 lipca 1969        | Gstaad                | Ceglana         | Billie Jean King        | Françoise Durr Ann Haydon-Jones       | 8:6, 6:3                                         |
| Zwyciężczyni  | 5.   | 28 września 1969     | Los Angeles           | Twarda (hala)   | Billie Jean King        | Françoise Durr Ann Haydon-Jones       | 6:8, 8:6, 11:9                                   |
| Finalistka    | 8.   | 23 listopada 1969    | Londyn                | Twarda (hala)   | Billie Jean King        | Ann Haydon-Jones Virginia Wade        | 2:6, 4:6                                         |
| Zwyciężczyni  | 6.   | 29 listopada 1969    | Sztokholm             | Dywanowa (hala) | Billie Jean King        | Françoise Durr Julie Heldman          | 6:4, 6:4                                         |
| Zwyciężczyni  | 7.   | 15 lutego 1970       | Dallas                | Dywanowa (hala) | Billie Jean King        | Mary-Ann Eisel Patti Hogan            | 10:8, 6:3                                        |
| Zwyciężczyni  | 8.   | 3 kwietnia 1970      | Johannesburg          | Twarda          | Billie Jean King        | Karen Krantzcke Kerry Melville        | 6:2, 6:2                                         |
| Zwyciężczyni  | 9.   | 12 kwietnia 1970     | Durban                | Twarda          | Billie Jean King        | Margaret Court Judy Tegart Dalton     | 7:5, 6:3                                         |
| Finalistka    | 9.   | 2 maja 1970          | Bournemouth           | Ceglana         | Billie Jean King        | Margaret Court Judy Tegart Dalton     | 2:6, 8:6, 5:7                                    |
| Zwyciężczyni  | 10.  | 27 maja 1970         | Rzym                  | Ceglana         | Billie Jean King        | Françoise Durr Virginia Wade          | 6:2, 3:6, 9:7                                    |
| Finalistka    | 10.  | 7 czerwca 1970       | French Open           | Ceglana         | Billie Jean King        | Gail Chanfreau Françoise Durr         | 1:6, 6:3, 3:6                                    |
| Zwyciężczyni  | 11.  | 20 czerwca 1970      | Londyn                | Trawiasta       | Billie Jean King        | Karen Krantzcke Kerry Melville        | 6:4, 6:3                                         |
| Zwyciężczyni  | 12.  | 4 lipca 1970         | Wimbledon             | Trawiasta       | Billie Jean King        | Françoise Durr Virginia Wade          | 6:2, 6:3                                         |
| Zwyciężczyni  | 13.  | 11 lipca 1970        | Newport               | Trawiasta       | Judy Tegart Dalton      | Ann Haydon-Jones Patti Hogan          | 6:3, 6:2                                         |
| Zwyciężczyni  | 14.  | 19 lipca 1970        | Gstaad                | Ceglana         | Françoise Durr          | Helga Masthoff Betty Stöve            | 6:2, 6:2                                         |
| Zwyciężczyni  | 15.  | 26 lipca 1970        | Cincinnati            | Ceglana         | Gail Chanfreau          | Helen Gourlay Cawley Pat Walkden      | 12:10, 6:1                                       |
| Zwyciężczyni  | 16.  | 2 sierpnia 1970      | Indianapolis          | Ceglana         | Gail Chanfreau          | Helen Gourlay Cawley Pat Walkden      | 6:2, 6:2                                         |
| Zwyciężczyni  | 17.  | 16 sierpnia 1970     | Toronto               | Ceglana         | Margaret Court          | Helen Gourlay Cawley Pat Walkden      | 6:0, 6:1                                         |
| Zwyciężczyni  | 18.  | 30 sierpnia 1970     | South Orange          | Trawiasta       | Virginia Wade           | Gail Chanfreau Françoise Durr         | 6:3, 6:4                                         |
| Finalistka    | 11.  | 12 września 1970     | US Open               | Trawiasta       | Virginia Wade           | Margaret Court Judy Tegart Dalton     | 3:6, 4:6                                         |
| Zwyciężczyni  | 19.  | 8 listopada 1970     | Richmond              | Ceglana (hala)  | Billie Jean King        | Mary-Ann Eisel Valerie Ziegenfuss     | 6:4, 6:4                                         |
| Zwyciężczyni  | 20.  | 22 listopada 1970    | Londyn                | Twarda (hala)   | Billie Jean King        | Ann Haydon-Jones Virginia Wade        | 6:3, 7:5                                         |
| Zwyciężczyni  | 21.  | 10 stycznia 1971     | San Francisco         | Twarda (hala)   | Billie Jean King        | Françoise Durr Ann Haydon-Jones       | 6:4, 6:7, 6:1                                    |
| Zwyciężczyni  | 22.  | 17 stycznia 1971     | Long Beach            | Twarda (hala)   | Billie Jean King        | Françoise Durr Ann Haydon-Jones       | 7:5, 6:3                                         |
| Zwyciężczyni  | 23.  | 24 stycznia 1971     | Milwaukee             | Twarda (hala)   | Billie Jean King        | Françoise Durr Ann Haydon-Jones       | 6:3, 1:6, 6:2                                    |
| Zwyciężczyni  | 24.  | 31 stycznia 1971     | Oklahoma City         | Twarda (hala)   | Billie Jean King        | Mary-Ann Eisel Valerie Ziegenfuss     | 6:7, 6:0, 7:5                                    |
| Zwyciężczyni  | 25.  | 7 lutego 1971        | Chattanooga           | Twarda (hala)   | Billie Jean King        | Françoise Durr Ann Haydon-Jones       | 6:4, 7:5                                         |
| Zwyciężczyni  | 26.  | 14 lutego 1971       | Filadelfia            | Twarda (hala)   | Billie Jean King        |                                       |                                                  |
| Zwyciężczyni  | 27.  | 28 lutego 1971       | Boston                | Twarda (hala)   | Billie Jean King        | Françoise Durr Ann Haydon-Jones       | 6:4, 7:5                                         |
| Finalistka    | 12.  | 18 kwietnia 1971     | Las Vegas             | Twarda          | Billie Jean King        | Françoise Durr Ann Haydon-Jones       | 6:0, 2:6, 4:6                                    |
| Zwyciężczyni  | 28.  | 25 kwietnia 1971     | San Diego             | Twarda          | Billie Jean King        | Françoise Durr Judy Tegart Dalton     | 6:7, 6:2, 6:3                                    |
| Zwyciężczyni  | 29.  | 15 maja 1971         | Hurlingham            | Ceglana         | Billie Jean King        | Margaret Court Evonne Goolagong       | 6:1, 6:4                                         |
| Zwyciężczyni  | 30.  | 23 maja 1971         | Hamburg               | Ceglana         | Billie Jean King        | Helga Masthoff Heide Orth             | 6:2, 6:1                                         |
| Zwyciężczyni  | 31.  | 19 czerwca 1971      | Londyn                | Trawiasta       | Billie Jean King        | Mary-Ann Eisel Valerie Ziegenfuss     | 6:2, 8:6                                         |
| Zwyciężczyni  | 32.  | 4 lipca 1971         | Wimbledon             | Trawiasta       | Billie Jean King        | Margaret Court Evonne Goolagong       | 6:3, 6:2                                         |
| Zwyciężczyni  | 33.  | 18 lipca 1971        | Hoylake               | Trawiasta       | Billie Jean King        | Margaret Court Evonne Goolagong       | walkower                                         |
| Zwyciężczyni  | 34.  | 25 lipca 1971        | Kitzbühel             | Ceglana         | Billie Jean King        | Helga Masthoff Heide Orth             | 6:2, 6:4                                         |
| Zwyciężczyni  | 35.  | 8 sierpnia 1971      | Houston               | Dywanowa (hala) | Billie Jean King        | Françoise Durr Judy Tegart Dalton     | 6:3, 1:6, 6:2                                    |
| Finalistka    | 13.  | 22 sierpnia 1971     | Chicago               | Dywanowa (hala) | Billie Jean King        | Françoise Durr Judy Tegart Dalton     | 4:6, 6:7                                         |
| Zwyciężczyni  | 36.  | 15 sierpnia 1971     | Toronto               | Twarda          | Françoise Durr          | Evonne Goolagong Lesley Turner Bowrey | 6:3, 6:2                                         |
| Zwyciężczyni  | 37.  | 11 września 1971     | US Open               | Trawiasta       | Judy Tegart Dalton      | Gail Chanfreau Françoise Durr         | 6:3, 6:3                                         |
| Zwyciężczyni  | 38.  | 26 września 1971     | Los Angeles           | Twarda          | Billie Jean King        | Françoise Durr Judy Tegart Dalton     | 6:3, 6:2                                         |
| Zwyciężczyni  | 39.  | 3 października 1971  | Phoenix               | Twarda          | Billie Jean King        | Françoise Durr Judy Tegart Dalton     | 6:3, 6:2                                         |
| Zwyciężczyni  | 40.  | 5 grudnia 1971       | Christchurch          | Trawiasta       | Billie Jean King        | Françoise Durr Judy Tegart Dalton     | 6:3, 9:8(6)                                      |
| Zwyciężczyni  | 41.  | 16 stycznia 1972     | San Francisco         | Twarda          | Virginia Wade           | Françoise Durr Judy Tegart Dalton     | 6:3, 5:7, 6:2                                    |
| Zwyciężczyni  | 42.  | 25 stycznia 1972     | Long Beach            | Twarda          | Virginia Wade           | Helen Gourlay Karen Krantzcke         | 6:4, 5:7, 7:5                                    |
| Zwyciężczyni  | 43.  | 30 stycznia 1972     | Boston                | Dywanowa (hala) | Virginia Wade           | Françoise Durr Judy Tegart Dalton     | 2:6, 6:3, 7:6(4)                                 |
| Zwyciężczyni  | 44.  | 20 lutego 1972       | Oklahoma City         | Dywanowa (hala) | Billie Jean King        | Françoise Durr Judy Tegart Dalton     | 6:7(4), 7:6(2), 6:2                              |
| Finalistka    | 14.  | 6 marca 1972         | Birmingham (Michigan) | Dywanowa (hala) | Kerry Melville          | Françoise Durr Judy Tegart Dalton     | 1:6, 1:6                                         |
| Zwyciężczyni  | 45.  | 13 marca 1972        | Dallas                | Dywanowa (hala) | Billie Jean King        | Françoise Durr Judy Tegart Dalton     | 6:3, 4:6, 7:5                                    |
| Zwyciężczyni  | 46.  | 26 marca 1972        | Richmond              | Ceglana (hala)  | Billie Jean King        | Karen Krantzcke Judy Tegart Dalton    | 7:5, 7:6                                         |
| Zwyciężczyni  | 47.  | 2 kwietnia 1972      | San Juan              | Twarda          | Billie Jean King        | Karen Krantzcke Judy Tegart Dalton    | 6:2, 6:3                                         |
| Zwyciężczyni  | 48.  | 7 maja 1972          | Indianapolis          | Dywanowa (hala) | Karen Krantzcke         | Françoise Durr Judy Tegart Dalton     | 6:3, 6:2                                         |
| Finalistka    | 15.  | 18 czerwca 1972      | Bristol               | Trawiasta       | Billie Jean King        | Helen Gourlay Cawley Karen Krantzcke  | 4:6, 2:6                                         |
| Zwyciężczyni  | 49.  | 24 czerwca 1972      | Londyn                | Trawiasta       | Billie Jean King        | Brenda Kirk Pat Walkden               | 5:7, 6:0, 6:2                                    |
| Finalistka    | 16.  | 27 sierpnia 1972     | Newport               | Trawiasta       | Billie Jean King        | Margaret Court Lesley Hunt            | 2:6, 2:6                                         |
| Zwyciężczyni  | 50.  | 3 października 1972  | Phoenix               | Twarda          | Wendy Overton           | Françoise Durr Betty Stöve            | 6:4, 6:3                                         |
| Zwyciężczyni  | 51.  | 28 stycznia 1973     | Los Angeles           | Dywanowa (hala) | Julie Heldman           | Margaret Court Lesley Hunt            | walkower                                         |
| Zwyciężczyni  | 52.  | 4 lutego 1973        | Waszyngton            | Dywanowa (hala) | Julie Heldman           | Kerry Harris Kerry Melville           | 6:3, 6:3                                         |
| Finalistka    | 17.  | 11 lutego 1973       | Miami                 | Ceglana         | Billie Jean King        | Françoise Durr Betty Stöve            | 6:4, 2:6, 3:6                                    |
| Zwyciężczyni  | 53.  | 25 lutego 1973       | Indianapolis          | Dywanowa (hala) | Billie Jean King        | Margaret Court Lesley Hunt            | 7:6, 6:4                                         |
| Zwyciężczyni  | 54.  | 4 marca 1973         | Detroit               | Dywanowa (hala) | Billie Jean King        | Karen Krantzcke Betty Stöve           | 6:3, 3:6, 6:1                                    |
| Zwyciężczyni  | 55.  | 11 marca 1973        | Chicago               | Dywanowa (hala) | Billie Jean King        | Karen Krantzcke Betty Stöve           | 6:4, 6:2                                         |
| Zwyciężczyni  | 56.  | 15 kwietnia 1973     | Boston                | Dywanowa (hala) | Billie Jean King        | Françoise Durr Betty Stöve            | 6:4, 6:2                                         |
| Zwyciężczyni  | 57.  | 22 kwietnia 1973     | Jacksonville          | Ceglana         | Billie Jean King        | Françoise Durr Betty Stöve            | 7:6, 5:7, 6:3                                    |
| Finalistka    | 18.  | 6 maja 1973          | Hilton Head           | Ceglana         | Billie Jean King        | Françoise Durr Betty Stöve            | 6:3, 4:6, 3:6                                    |
| Zwyciężczyni  | 58.  | 17 czerwca 1973      | Nottingham            | Trawiasta       | Billie Jean King        | Chris Evert Betty Stöve               | 6:2, 9:7                                         |
| Zwyciężczyni  | 59.  | 9 czerwca 1973       | Mobile                |                 | Billie Jean King        | Françoise Durr Valerie Ziegenfuss     | 6:3, 4:6, 6:2                                    |
| Zwyciężczyni  | 60.  | 24 czerwca 1973      | Londyn                | Trawiasta       | Billie Jean King        | Françoise Durr Betty Stöve            | 4:6, 6:3, 7:5                                    |
| Zwyciężczyni  | 61.  | 8 lipca 1973         | Wimbledon             | Trawiasta       | Billie Jean King        | Françoise Durr Betty Stöve            | 6:1, 4:6, 7:5                                    |
| Zwyciężczyni  | 62.  | 5 sierpnia 1973      | Denver                | Dywanowa (hala) | Billie Jean King        | Françoise Durr Betty Stöve            | 3:2 (mecz przerwany przez deszcz, tytuł wspólny) |
| Finalistka    | 19.  | 8 września 1973      | US Open               | Twarda          | Billie Jean King        | Margaret Court Virginia Wade          | 6:3, 3:6, 5:7                                    |
| Finalistka    | 20.  | 7 października 1973  | Phoenix               | Twarda          | Billie Jean King        | Kerry Harris Kerry Melville           | 4:6, 4:6                                         |
| Zwyciężczyni  | 63.  | 23 października 1973 | Boca Raton            | Ceglana         | Margaret Court          | Françoise Durr Betty Stöve            | 6:2, 6:4                                         |
| Zwyciężczyni  | 64.  | 29 listopada 1973    | Baltimore             | Dywanowa (hala) | Billie Jean King        | Françoise Durr Betty Stöve            | 3:6, 6:4, 6:2                                    |
| Zwyciężczyni  | 65.  | 24 lutego 1974       | Detroit               | Dywanowa (hala) | Billie Jean King        | Françoise Durr Betty Stöve            | 2:6, 6:4, 7:5                                    |
| Zwyciężczyni  | 66.  | 24 marca 1974        | Akron                 | Dywanowa (hala) | Billie Jean King        | Julie Heldman Olga Morozowa           | 6:2, 6:4                                         |
| Zwyciężczyni  | 67.  | 28 kwietnia 1974     | Filadelfia            | Twarda          | Billie Jean King        | Kerry Harris Lesley Hunt              | 6:3, 7:6                                         |
| Zwyciężczyni  | 68.  | 5 maja 1974          | Hilton Head           | Ceglana         | Olga Morozowa           | Helen Gourlay Cawley Karen Krantzcke  | 6:2, 6:1                                         |
| Zwyciężczyni  | 69.  | 7 września 1974      | US Open               | Ceglana         | Billie Jean King        | Françoise Durr Betty Stöve            | 7:6, 6:7, 6:4                                    |
| Finalistka    | 21.  | 22 września 1974     | Orlando               | Ceglana         | Billie Jean King        | Françoise Durr Betty Stöve            | 3:6, 7:6(2), 4:6                                 |
| Zwyciężczyni  | 70.  | 20 października 1974 | Los Angeles           | Dywanowa (hala) | Billie Jean King        | Françoise Durr Betty Stöve            | 6:1, 6:7(2), 7:5                                 |
| Zwyciężczyni  | 71.  | 30 listopada 1974    | Tokio                 | Dywanowa (hala) | Lesley Hunt             | Julie Heldman Kazuko Sawamatsu        | 6:3, 6:4                                         |
| Finalistka    | 22.  | 12 stycznia 1975     | San Francisco         | Dywanowa (hala) | Virginia Wade           | Chris Evert Billie Jean King          | 2:6, 5:7                                         |
| Zwyciężczyni  | 72.  | 9 marca 1975         | Boston                | Dywanowa (hala) | Billie Jean King        | Chris Evert Martina Navrátilová       | 6:3, 6:4                                         |
| Finalistka    | 23.  | 30 marca 1975        | Filadelfia            | Dywanowa (hala) | Billie Jean King        | Evonne Goolagong Betty Stöve          | 6:4, 4:6, 6:7(3)                                 |
| Finalistka    | 24.  | 12 kwietnia 1975     | Tokio, WTA Doubles    | Dywanowa (hala) | Billie Jean King        | Margaret Court Virginia Wade          | 7:6(2), 6:7(2), 2:6                              |
| Finalistka    | 25.  | 6 maja 1975          | Hilton Head           | Ceglana         | Olga Morozowa           | Evonne Goolagong Virginia Wade        | 6:4, 4:6, 2:6                                    |
| Finalistka    | 26.  | 6 września 1975      | US Open               | Ceglana         | Billie Jean King        | Margaret Court Virginia Wade          | 5:7, 6:2, 6:7                                    |
| Finalistka    | 27.  | 28 września 1975     | Denver                | Dywanowa (hala) | Martina Navrátilová     | Françoise Durr Betty Stöve            | 6:3, 1:6, 6:7                                    |
| Finalistka    | 28.  | 12 października 1975 | Phoenix               | Twarda          | Martina Navrátilová     | Françoise Durr Betty Stöve            | 7:6, 4:6, 0:6                                    |
| Zwyciężczyni  | 73.  | 19 października 1975 | Orlando               | Twarda          | Wendy Overton           | Chris Evert Martina Navrátilová       | walkower                                         |
| Zwyciężczyni  | 74.  | 24 października 1975 | Hilton Head Island    | Ceglana         | Chris Evert             | Evonne Goolagong Cawley Virginia Wade | 7:5, 6:1                                         |
| Zwyciężczyni  | 75.  | 30 października 1975 | Charlotte             | Ceglana         | Billie Jean King        |                                       |                                                  |
| Zwyciężczyni  | 76.  | 30 listopada 1975    | Tokio                 | Dywanowa (hala) | Françoise Durr          | Jeanne Evert Olga Morozowa            | 6:3, 6:3                                         |
| Zwyciężczyni  | 77.  | 18 stycznia 1976     | Houston               | Dywanowa (hala) | Françoise Durr          | Chris Evert Martina Navrátilová       | 6:0, 7:5                                         |
| Finalistka    | 29.  | 6 marca 1976         | San Francisco         | Dywanowa (hala) | Françoise Durr          | Billie Jean King Betty Stöve          | 4:6, 1:6                                         |
| Finalistka    | 30.  | 28 marca 1976        | Boston                | Dywanowa (hala) | Françoise Durr          | Ann Kiyomura Mona Schallau            | 6:3, 1:6, 5:7                                    |
| Finalistka    | 31.  | 3 kwietnia 1976      | Filadelfia            | Twarda          | Françoise Durr          | Billie Jean King Betty Stöve          | 6:7(4), 4:6                                      |
| Zwyciężczyni  | 78.  | 19 września 1976     | Atlanta               | Dywanowa (hala) | Françoise Durr          | Betty Stöve Virginia Wade             | 6:0, 6:4                                         |
| Finalistka    | 32.  | 7 listopada 1976     | Londyn                | Twarda (hala)   | Chris Evert             | Betty Stöve Virginia Wade             | 3:6, 6:2, 3:6                                    |
| Finalistka    | 33.  | 30 listopada 1976    | Tokio                 | Dywanowa (hala) | Françoise Durr          | Sue Barker Ann Kiyomura               | 6:4, 3:6, 1:6                                    |
| Finalistka    | 34.  | 16 stycznia 1977     | Hollywood             | Dywanowa (hala) | Chris Evert             | Martina Navrátilová Betty Stöve       | 4:6, 6:3, 4:6                                    |
| Zwyciężczyni  | 79.  | 30 stycznia 1977     | Minneapolis           | Dywanowa (hala) | Martina Navrátilová     | Mima Jaušovec Virginia Ruzici         | 6:2, 6:1                                         |
| Zwyciężczyni  | 80.  | 6 lutego 1977        | Seattle               | Dywanowa (hala) | Chris Evert             | Françoise Durr Martina Navrátilová    | 6:4, 3:6, 6:3                                    |
| Zwyciężczyni  | 81.  | 13 lutego 1977       | Chicago               | Dywanowa (hala) | Chris Evert             | Margaret Court Betty Stöve            | 6:3, 6:4                                         |
| Zwyciężczyni  | 82.  | 20 lutego 1977       | Los Angeles           | Dywanowa (hala) | Chris Evert             | Martina Navrátilová Betty Stöve       | 6:2, 6:4                                         |
| Zwyciężczyni  | 83.  | 3 kwietnia 1977      | Hilton Head           | Ceglana         | Chris Evert             | Françoise Durr Virginia Wade          | 6:4, 6:2                                         |
| Finalistka    | 35.  | 21 sierpnia 1977     | Toronto               | Ceglana         | Evonne Goolagong Cawley | Linky Boshoff Ilana Kloss             | 2:6, 3:6                                         |
| Zwyciężczyni  | 84.  | 30 października 1977 | San Juan              | Twarda          | Billie Jean King        | Linky Boshoff Ilana Kloss             | 4:6, 6:2, 6:3                                    |
| Zwyciężczyni  | 85.  | 15 stycznia 1978     | Hollywood             | Dywanowa (hala) | Wendy Turnbull          | Françoise Durr Virginia Wade          | 6:2, 6:4                                         |
| Finalistka    | 36.  | 5 lutego 1978        | Chicago               | Dywanowa (hala) | JoAnne Russell          | Evonne Goolagong Cawley Betty Stöve   | 1:6, 4:6                                         |
| Zwyciężczyni  | 86.  | 14 stycznia 1979     | Oakland               | Dywanowa (hala) | Chris Evert             | Tracy Austin Betty Stöve              | 3:6, 6:4, 6:3                                    |
| Finalistka    | 37.  | 28 stycznia 1979     | Hollywood             | Dywanowa (hala) | Wendy Turnbull          | Tracy Austin Betty Stöve              | 2:6, 6:2, 2:6                                    |
| Zwyciężczyni  | 87.  | 4 lutego 1979        | Chicago               | Dywanowa (hala) | Betty Ann Grubb Stuart  | Ilana Kloss Greer Stevens             | 3:6, 7:5, 7:5                                    |
| Zwyciężczyni  | 88.  | 18 lutego 1979       | Los Angeles           | Dywanowa (hala) | Chris Evert             | Martina Navrátilová Anne Smith        | 6:4, 1:6, 6:3                                    |
| Finalistka    | 38.  | 4 marca 1979         | Dallas                | Dywanowa (hala) | Chris Evert             | Martina Navrátilová Anne Smith        | 6:7, 2:6                                         |
| Zwyciężczyni  | 89.  | 15 kwietnia 1979     | Hilton Head           | Ceglana         | Martina Navrátilová     | Françoise Durr Betty Stöve            | 6:4, 7:5                                         |
| Zwyciężczyni  | 90.  | 27 maja 1979         | Berlin                | Ceglana         | Wendy Turnbull          | Evonne Goolagong Cawley Kerry Reid    | 6:2, 7:5                                         |
| Zwyciężczyni  | 91.  | 5 sierpnia 1979      | San Diego             | Twarda          | Martina Navrátilová     | Ann Kiyomura Betty-Ann Stuart         | 3:6, 6:4, 6:2                                    |
| Finalistka    | 39.  | 14 października 1979 | Phoenix               | Twarda          | Chris Evert-Lloyd       | Betty Stöve Wendy Turnbull            | 4:6, 6:7(4)                                      |
| Finalistka    | 40.  | 7 stycznia 1980      | Waszyngton            | Dywanowa (hala) | Chris Evert-Lloyd       | Billie Jean King Martina Navrátilová  | 4:6, 3:6                                         |
| Zwyciężczyni  | 92.  | 3 lutego 1980        | Seattle               | Dywanowa (hala) | Wendy Turnbull          | Greer Stevens Virginia Wade           | 6:4, 2:6, 7:5                                    |
| Zwyciężczyni  | 93.  | 10 lutego 1980       | Los Angeles           | Twarda          | Martina Navrátilová     | Kathy Jordan Anne Smith               | 7:6, 6:2                                         |
| Finalistka    | 41.  | 9 marca 1980         | Dallas                | Dywanowa (hala) | Wendy Turnbull          | Billie Jean King Martina Navrátilová  | 6:4, 3:6, 3:6                                    |
| Zwyciężczyni  | 94.  | 16 marca 1980        | Boston                | Dywanowa (hala) | Wendy Turnbull          | Billie Jean King Ilana Kloss          | 6:4, 7:6(4)                                      |
| Finalistka    | 42.  | 23 marca 1980        | Nowy Jork             | Dywanowa (hala) | Wendy Turnbull          | Billie Jean King Martina Navrátilová  | 3:6, 6:4, 3:6                                    |
| Finalistka    | 43.  | 30 marca 1980        | Carlsbad              | Dywanowa (hala) | JoAnne Russell          | Laura duPont Pam Shriver              | 7:6, 4:6, 1:6                                    |
| Zwyciężczyni  | 95.  | 21 kwietnia 1980     | Amelia Island         | Ceglana         | Ilana Kloss             | Kathy Jordan Pam Shriver              | 7:6(5), 7:6(3)                                   |
| Finalistka    | 44.  | 15 czerwca 1980      | Chichester            | Trawiasta       | Wendy Turnbull          | Pam Shriver Betty Stöve               | 4:6, 5:7                                         |
| Finalistka    | 45.  | 4 lipca 1980         | Wimbledon             | Trawiasta       | Wendy Turnbull          | Kathy Jordan Anne Smith               | 6:4, 5:7, 1:6                                    |
| Finalistka    | 46.  | 3 sierpnia 1980      | San Diego             | Twarda          | Wendy Turnbull          | Tracy Austin Ann Kiyomura             | 6:3, 4:6, 3:6                                    |
| Zwyciężczyni  | 96.  | 16 listopada 1980    | Tampa                 | Twarda          | Candy Reynolds          | Anne Smith Paula Smith                | 7:6, 7:5                                         |
| Finalistka    | 47.  | 7 grudnia 1980       | Sydney                | Trawiasta       | Wendy Turnbull          | Pam Shriver Betty Stöve               | 1:6, 6:4, 4:6                                    |
| Zwyciężczyni  | 97.  | 12 stycznia 1981     | Landover              | Dywanowa (hala) | Wendy Turnbull          | Candy Reynolds Paula Smith            | 6:3, 4:6, 7:6(5)                                 |
| Finalistka    | 48.  | 18 stycznia 1981     | Kansas City           | Dywanowa (hala) | Wendy Turnbull          | Barbara Potter Sharon Walsh           | 2:6, 6:7(4)                                      |
| Zwyciężczyni  | 98.  | 8 lutego 1981        | Detroit               | Dywanowa (hala) | Wendy Turnbull          | Hana Mandlíková Betty Stöve           | 6:4, 6:2                                         |
| Zwyciężczyni  | 99.  | 15 lutego 1981       | Oakland               | Dywanowa (hala) | Wendy Turnbull          | Martina Navrátilová Virginia Wade     | 6:1, 6:4                                         |
| Zwyciężczyni  | 100. | 1 marca 1981         | Seattle               | Dywanowa (hala) | Wendy Turnbull          | Sue Barker Ann Kiyomura               | 6:1, 6:4                                         |
| Zwyciężczyni  | 101. | 12 kwietnia 1981     | Hilton Head           | Ceglana         | Wendy Turnbull          | Mima Jaušovec Pam Shriver             | 7:5, 7:5                                         |
| Finalistka    | 49.  | 3 maja 1981          | Orlando               | Ceglana         | Wendy Turnbull          | Martina Navrátilová Pam Shriver       | 1:6, 6:7(10)                                     |
| Finalistka    | 50.  | 2 sierpnia 1981      | San Diego             | Twarda          | Pam Shriver             | Kathy Jordan Candy Reynolds           | 1:6, 6:2, 4:6                                    |
| Zwyciężczyni  | 102. | 30 sierpnia 1981     | Mahwah                | Twarda          | Wendy Turnbull          | Candy Reynolds Betty Stöve            | 6:2, 6:1                                         |
| Finalistka    | 51.  | 12 września 1981     | US Open               | Twarda          | Wendy Turnbull          | Kathy Jordan Anne Smith               | 3:6, 3:6                                         |
| Finalistka    | 52.  | 27 września 1981     | Atlanta               | Twarda          | Candy Reynolds          | Laura duPont Betsy Nagelsen           | 4:6, 5:7                                         |
| Finalistka    | 53.  | 4 października 1981  | Minneapolis           | Dywanowa (hala) | Wendy Turnbull          | Martina Navrátilová Pam Shriver       | 3:6, 6:7                                         |
| Zwyciężczyni  | 103. | 11 października 1981 | Tampa                 | Twarda          | Wendy Turnbull          | Martina Navrátilová Renáta Tomanová   | 6:3, 6:4                                         |
| Finalistka    | 54.  | 20 grudnia 1981      | East Rutherford       | Twarda (hala)   | Wendy Turnbull          | Martina Navrátilová Pam Shriver       | 3:6, 4:6                                         |
| Zwyciężczyni  | 104. | 24 stycznia 1982     | Seattle               | Dywanowa (hala) | Wendy Turnbull          | Pam Shriver Anne Smith                | 7:5, 6:4                                         |
| Finalistka    | 55.  | 31 stycznia 1982     | Chicago               | Dywanowa (hala) | Wendy Turnbull          | Martina Navrátilová Pam Shriver       | 5:7, 4:6                                         |
| Finalistka    | 56.  | 7 lutego 1982        | Detroit               | Dywanowa (hala) | Wendy Turnbull          | Leslie Allen Mima Jaušovec            | 4:6, 0:6                                         |
| Finalistka    | 57.  | 21 marca 1982        | Boston                | Dywanowa (hala) | Wendy Turnbull          | Kathy Jordan Anne Smith               | 6:7(7), 6:2, 4:6                                 |
| Zwyciężczyni  | 105. | 4 kwietnia 1982      | Palm Beach Gardens    | Ceglana         | Wendy Turnbull          | Evonne Goolagong Cawley Betty Stöve   | 6:1, 7:6                                         |
| Zwyciężczyni  | 106. | 2 maja 1982          | Orlando               | Ceglana         | Wendy Turnbull          | Kathy Jordan Anne Smith               | 6:3, 6:3                                         |
| Finalistka    | 58.  | 5 czerwca 1982       | French Open           | Ceglana         | Wendy Turnbull          | Martina Navrátilová Anne Smith        | 3:6, 4:6                                         |
| Finalistka    | 59.  | 13 czerwca 1982      | Birmingham            | Trawiasta       | Wendy Turnbull          | Jo Durie Anne Hobbs                   | 3:6, 2:6                                         |
| Finalistka    | 60.  | 30 sierpnia 1981     | Mahwah                | Twarda          | Wendy Turnbull          | Barbara Potter Sharon Walsh           | 1:6, 4:6                                         |
| Zwyciężczyni  | 107. | 11 września 1982     | US Open               | Twarda          | Wendy Turnbull          | Barbara Potter Sharon Walsh           | 6:4, 6:4                                         |
| Zwyciężczyni  | 108. | 3 października 1982  | Filadelfia            | Dywanowa (hala) | Wendy Turnbull          | Barbara Potter Sharon Walsh           | 3:6, 7:6(5), 6:4                                 |
| Finalistka    | 61.  | 10 października 1982 | Deerfield Beach       | Twarda          | Wendy Turnbull          | Barbara Potter Sharon Walsh           | 6:7(5), 6:7(3)                                   |
| Zwyciężczyni  | 109. | 12 grudnia 1982      | Richmond              | Dywanowa (hala) | Candy Reynolds          | Joanne Russell Virginia Ruzici        | 6:3, 6:4                                         |
| Finalistka    | 62.  | 30 stycznia 1983     | Marco Island          | Ceglana         | Wendy Turnbull          | Andrea Jaeger Mary-Lou Daniels        | 5:7, 4:6                                         |
| Finalistka    | 63.  | 27 lutego 1983       | Oakland               | Dywanowa (hala) | Wendy Turnbull          | Claudia Kohde-Kilsch Eva Pfaff        | 4:6, 6:4, 4:6                                    |
| Finalistka    | 64.  | 13 marca 1983        | Dallas                | Dywanowa (hala) | Wendy Turnbull          | Martina Navrátilová Pam Shriver       | 3:6, 2:6                                         |
| Finalistka    | 65.  | 1 maja 1983          | Atlanta               | Twarda          | Wendy Turnbull          | Alycia Moulton Sharon Walsh           | 3:6, 6:7                                         |
| Finalistka    | 66.  | 2 lipca 1983         | Wimbledon             | Trawiasta       | Wendy Turnbull          | Martina Navrátilová Pam Shriver       | 2:6, 2:6                                         |
| Finalistka    | 67.  | 9 października 1983  | Detroit               | Dywanowa (hala) | Wendy Turnbull          | Kathy Jordan Barbara Potter           | 4:6, 1:6                                         |
| Finalistka    | 68.  | 15 stycznia 1984     | Oakland               | Dywanowa (hala) | Alycia Moulton          | Martina Navrátilová Pam Shriver       | 2:6, 3:6                                         |
| Zwyciężczyni  | 110. | 21 lutego 1988       | Oakland               | Dywanowa (hala) | Martina Navrátilová     | Hana Mandlíková Jana Novotná          | 6:4, 6:4                                         |

### Gra mieszana 10 (6–4)

#### Przed Erą Open 3 (2–1)
| Końcowy wynik | Nr | Data                | Turniej            | Nawierzchnia | Partner         | Przeciwnicy                    | Wynik finału |
| ------------- | -- | ------------------- | ------------------ | ------------ | --------------- | ------------------------------ | ------------ |
| Zwyciężczyni  | 1. | 5 lutego 1967       | Auckland           | Trawiasta    | Graham Stilwell | brak danych                    | brak danych  |
| Finalistka    | 2. | 10 września 1967    | U.S. Championships | Trawiasta    | Stan Smith      | Billie Jean King Owen Davidson | 3:6, 2:6     |
| Zwyciężczyni  | 1. | 1 października 1967 | Berkeley           | Trawiasta    | Marty Riessen   | Julie Heldman Torben Ulrich    | 6:1, 6:4     |

#### W Erze Open 7 (4–3)
| Końcowy wynik | Nr | Data                 | Turniej            | Nawierzchnia | Partner        | Przeciwnicy                        | Wynik finału  |
| ------------- | -- | -------------------- | ------------------ | ------------ | -------------- | ---------------------------------- | ------------- |
| Zwyciężczyni  | 1. | 3 lipca 1970         | Wimbledon          | Trawiasta    | Ilie Năstase   | Olga Morozowa Aleksandre Metreweli | 6:3, 4:6, 9:7 |
| Zwyciężczyni  | 2. | 12 lipca 1970        | Newport            | Trawiasta    | Cliff Drysdale | Judy Tegart Dalton Owen Davidson   | 5:7, 6:3, 6:3 |
| Zwyciężczyni  | 3. | 7 lipca 1972         | Wimbledon          | Trawiasta    | Ilie Năstase   | Evonne Goolagong Kim Warwick       | 6:4, 6:4      |
| Finalistka    | 1. | 10 września 1972     | US Open            | Trawiasta    | Ilie Năstase   | Margaret Court Marty Riessen       | 3:6, 5:7      |
| Zwyciężczyni  | 4. | 6 września 1975      | US Open            | Ceglana      | Dick Stockton  | Billie Jean King Fred Stolle       | 6:3, 6:7, 6:3 |
| Finalistka    | 2. | 24 października 1975 | Hilton Head Island | Ceglana      | Ilie Năstase   | Evonne Goolagong Rod Laver         | 3:6, 3:6      |
| Finalistka    | 3. | 3 lipca 1976         | Wimbledon          | Trawiasta    | Dick Stockton  | Françoise Durr Tony Roche          | 3:6, 6:2, 5:7 |

## Występy w Turnieju Mistrzyń

### W grze pojedynczej
| Rok  | Rezultat     | Rywalka                                 | Wynik                           |
| 1972 | I runda      | Karen Krantzcke                         | 3:6, 3:6                        |
| 1973 | II runda     | Mona Schallau                           | 6:3, 4:6, 4:6                   |
| 1974 | Ćwierćfinał  | Chris Evert                             | 2:6, 7:6(3), 2:6                |
| 1976 | Faza grupowa | Chris Evert Virginia Wade Sue Barker    | 5:7, 4:6 6:1, 7:5 7:5, 6:4      |
| 1977 | Faza grupowa | Virginia Wade Mima Jaušovec Chris Evert | 4:6, 6:4, 6:4 6:4, 6:3 1:6, 1:6 |
| 1978 | 4. miejsce   | Wendy Turnbull                          | 6:7, 3:6                        |

### W grze podwójnej
| Rok         | Rezultat    | Partnerka         | Przeciwniczki                        | Wynik            |
| 1973        | Zwycięstwo  | Margaret Court    | Françoise Durr Betty Stöve           | 6:2, 6:4         |
| 1974        | Zwycięstwo  | Billie Jean King  | Françoise Durr Betty Stöve           | 6:2, 6:7(2), 7:5 |
| 1979        | Półfinał    | Chris Evert-Lloyd | Sue Barker Ann Kiyomura              | 4:6, 6:2, 2:6    |
| 1979 Toyota | Finał       | Chris Evert-Lloyd | Billie Jean King Martina Navrátilová | 4:6, 3:6         |
| 1980        | Finał       | Wendy Turnbull    | Martina Navrátilová Billie Jean King | 3:6, 6:4, 3:6    |
| 1980 Toyota | Zwycięstwo  | Wendy Turnbull    | Candy Reynolds Paula Smith           | 6:3, 4:6, 7:6    |
| 1981        | Półfinał    | Wendy Turnbull    | Barbara Potter Sharon Walsh          | 6:7, 6:4, 3:6    |
| 1981 Toyota | Finał       | Wendy Turnbull    | Martina Navrátilová Pam Shriver      | 3:6, 4:6         |
| 1982        | Półfinał    | Wendy Turnbull    | Kathy Jordan Anne Smith              | 6:3, 6:7, 4:6    |
| 1982 Toyota | Półfinał    | Wendy Turnbull    | Candy Reynolds Paula Smith           | 4:6, 6:4, 6:7    |
| 1983        | Ćwierćfinał | Wendy Turnbull    | Billie Jean King Candy Reynolds      | 6:7, 2:6         |
| 1984        | Ćwierćfinał | Wendy Turnbull    | Billie Jean King Sharon Walsh        | 6:7, 6:4, 3:6    |

## Występy w turnieju WTA Doubles Championships
| Rok  | Rezultat    | Partnerka        | Przeciwniczki                   | Wynik               |
| 1975 | Finał       | Billie Jean King | Margaret Court Virginia Wade    | 7:6(2), 6:7(2), 2:6 |
| 1976 | Ćwierćfinał | Françoise Durr   | Olga Morozowa Virginia Wade     | 6:2, 2:6, 2:6       |
| 1977 | Półfinał    | Billie Jean King | Martina Navrátilová Betty Stöve | 6:7, 6:7            |
| 1978 | Ćwierćfinał | Joanne Russell   | Françoise Durr Virginia Wade    | 4:6, 6:1, 4:6       |
| 1979 | Ćwierćfinał | Anne Smith       | Sharon Walsh Lesley Hunt        | 7:6, 1:6, 5:7       |
| 1981 | Półfinał    | Wendy Turnbull   | Barbara Potter Sharon Walsh     | 4:6, 6:3, 3:6       |
| 1982 | Ćwierćfinał | Wendy Turnbull   | Leslie Allen Mima Jaušovec      | 6:2, 4:6, 4:6       |
| 1983 | Ćwierćfinał | Wendy Turnbull   | Billie Jean King Sharon Walsh   | 6:3, 2:6, 5:7       |